# Hemavan
Hemavan é uma pequena localidade, situada no município de Storuman, Condado da Bótnia Ocidental, Suécia, com cerca de 222 habitantes (2010). Está localizada junto à estrada europeia E12, entre Storuman (Suécia) e Mo i Rana (Noruega). Hemavan é conhecida pela sua estação de esqui, com cerca de 57 km de pistas, bastante popular entre famílias e estudantes. Durante os meses de inverno, Hemavan recebe turistas de toda a Suécia e de alguns países vizinhos, como Noruega e Finlândia.
Hemavan tem um aeroporto, com voos diários regulares para Estocolmo (Aeroporto de Arlanda). Um ônibus gratuito conecta Hemavan com Tärnaby. A trilha de percurso pedestre de Kungsleden (Caminho real), com cerca de 400 km, começa em Hemavan e segue até à cidade de Abisko.